# لين بارث
لين بارث (بالهولندية: Leen Barth)‏ (ولد في 11 يناير 1952) هو لاعب كرة قدم هولندي سابق.